# Iso Kuussaari
Iso Kuussaari är en ö i Finland. Den ligger i sjön Puruvesi och i kommunen Kides i den ekonomiska regionen  Mellersta Karelens ekonomiska region  och landskapet Norra Karelen, i den sydöstra delen av landet, 300 km nordost om huvudstaden Helsingfors. Öns area är 5,6 hektar och dess största längd är 410 meter i sydöst-nordvästlig riktning.